# Riccardo Morandi
Riccardo Morandi (Roma, 1 de septiembre de 1902-ibídem, 25 de diciembre de 1989) fue un ingeniero civil italiano conocido por su uso original del hormigón armado. Es considerado uno de los ingenieros italianos más importantes del siglo XX.
Entre sus obras más conocidas se encuentra el puente General Rafael Urdaneta, un viaducto de ocho kilómetros que atraviesa el lago de Maracaibo. Una de sus obras, el viaducto conocido como puente Morandi en Génova, se derrumbó el 14 de agosto de 2018, causando múltiples víctimas mortales.

## Carrera

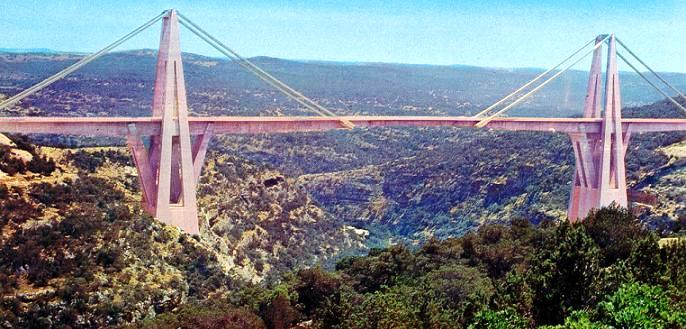
Puente de Wadi el Kuf, Libia

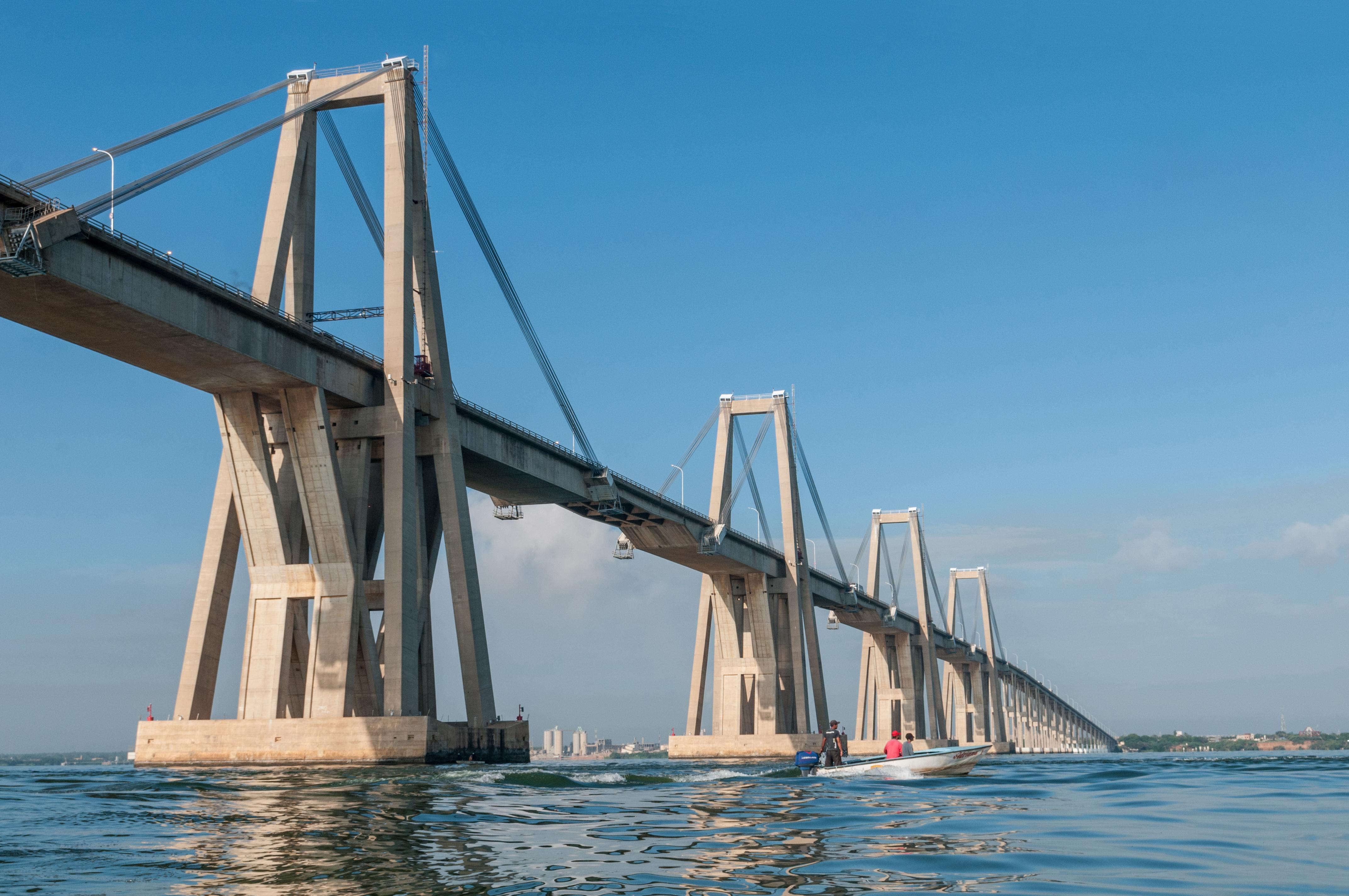
Panorámica del puente General Rafael Urdaneta, construido sobre el lago de Maracaibo

Morandi nació en Roma. Después de su graduación en 1927, ganó experiencia en Calabria trabajando con hormigón armado en áreas dañadas por un terremoto. A su regreso a Roma para abrir su propia oficina, continuó con su exploración técnica de estructuras de hormigón armado y pretensado y se embarcó en el diseño de una serie de estructuras y puentes de diseño novedoso. Sus numerosos trabajos posteriores incluyen realizaciones en el Aeropuerto de Roma-Fiumicino en 1970 y un puente en Barranquilla, Colombia en 1972.
Morandi fue nombrado profesor de diseño de puentes tanto en la Universidad de Florencia como en la Universidad de Roma La Sapienza.

## Obras
- Puente de San Niccolo, Italia.
- Puente Morandi, Toscana, Italia. 1953
- Viaducto Nueva República, Caracas, Venezuela. 1954
- Puente Paul Sauer, Cabo Oriental, Sudáfrica. 1956
- Puente Amerigo Vespucci, Florencia, Italia. 1957
- Puente Bisantis, Catanzaro, Italia. 1960
- Puente Kinnaird, Castlegar, Canadá. 1960
- Puente General Rafael Urdaneta, Maracaibo, Venezuela. 1962 - Colapso parcial (1964).[3]
- Puente Giovanni XXIII, Sabaudia, Italia. 1964
- Viaducto Ansa del Tevere, Roma, Italia. 1966
- Viaducto Polcevera, Génova, Italia. 1967
- Puente Morandi, Génova, Italia. 1967 - Colapso (2018).[4]
- Puente de la Unidad Nacional, Guayaquil, Ecuador. 1970
- Viaducto Akragas, Agrigento, Italia. 1970 -  Clausurado (2017).
- Puente Wadi el Kuf,  Al Baida, Libia. 1971 -  Clausurado (2018).
- Puente Carpineto, Potenza, Italia. 1973
- Puente Pumarejo, Barranquilla, Colombia. 1974
- Puente Costanzo, Ragusa, Italia. 1984

También estuvo involucrado en la construcción de las torres eléctricas del estrecho de Mesina, el cruce de la línea aérea de alta tensión que conecta la isla de Sicilia con el continente a través del estrecho de Mesina.

## Controversia
Los puentes atirantados de Morandi se caracterizan por tener muy pocos cables de sostenimiento, a menudo tan solo dos por tramo, estando frecuentemente las suspensiones construidas a partir de hormigón pretensado en lugar de los cables de acero más comunes. Aunque estos puentes impresionan por su ligereza, son menos económicos que los puentes con múltiples cables de atirantado, y por lo tanto, han tenido poca influencia posterior en otros ingenieros. Dos años antes del colapso del Puente Morandi, su diseño se había descrito como un "error de ingeniería", con costos crecientes de mantenimiento.

Según los informes publicados, el puente Wadi el Kuf se cerró por razones de seguridad después de que las inspecciones identificaran posibles fracturas en el puente en octubre de 2017.

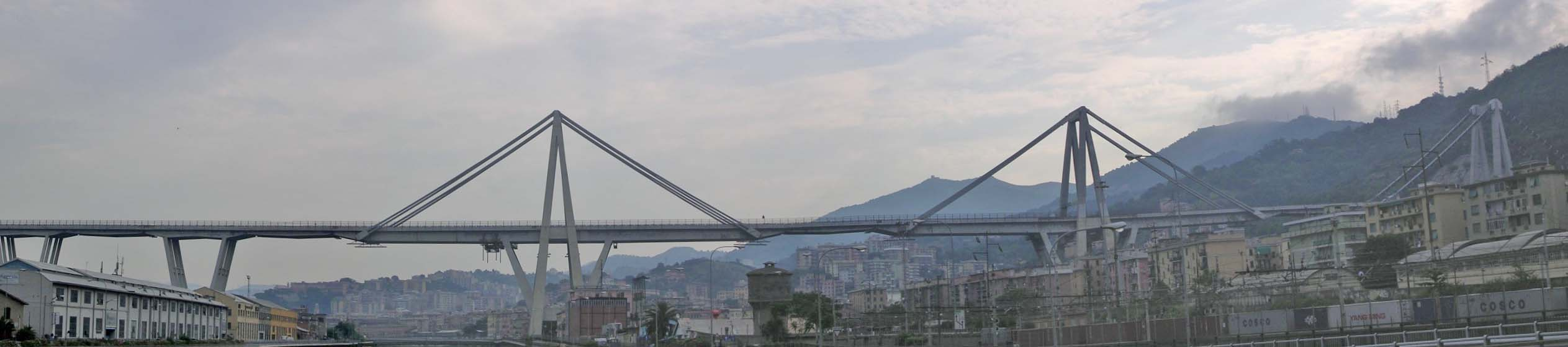
Viaducto de Polcevera, Génova, Italia (colapsado en 2018)